# Renato Del Frate
Renato Del Frate (Roma, 21 novembre 1910 – Roma, 28 agosto 1962) è stato un direttore della fotografia italiano.

## Biografia
Fa il suo esordio al cinema nel 1937 a 27 anni come direttore della fotografia e in venticinque anni di carriera lavora in una cinquantina di film di vario genere. Qualche volta è operatore di ripresa e fotografo della seconda unità. È deceduto a 51 anni, dopo aver firmato la fotografia di due documentari.

## Filmografia
- Sentinelle di bronzo, regia di Romolo Marcellini (1937)
- Luciano Serra pilota, regia di Goffredo Alessandrini (1938) assistente operatore
- L'albergo degli assenti, regia di Raffaello Matarazzo (1939)
- Il marchese di Ruvolito, regia di Raffaello Matarazzo (1939)
- Abuna Messias, regia di Goffredo Alessandrini (1939)
- Il carnevale di Venezia, regia di Giuseppe Adami e Giacomo Gentilomo (1939)
- Le sorprese del vagone letto, regia di Gian Paolo Rosmino (1940)
- La reggia sul fiume, regia di Alberto Salvi (1940)
- L'ispettore Vargas, regia di Gianni Franciolini (1940)
- L'imprevisto, regia di Giorgio Simonelli (1940)
- Manovre d'amore, regia di Gennaro Righelli (1940)
- Il sogno di tutti, regia di Oreste Biancoli e László Kish (1940)
- Il cavaliere senza nome, regia di Ferruccio Cerio (1941)
- Il vetturale del San Gottardo, regia di Hans Hinrich e Ivo Illuminati (1941)
- Villa da vendere, regia di Ferruccio Cerio (1941)
- Tentazione, regia di Aldo Frosi e Hans Hinrich (1942)
- La fortuna viene dal cielo, regia di Ákos Ráthonyi (1942)
- Una volta alla settimana, regia di Ákos Ráthonyi (1942)
- La bisbetica domata, regia di Ferdinando Maria Poggioli (1942)
- Quarta pagina, regia di Nicola Manzari (1942)
- La donna del peccato, regia di Harry Hasso (1942)
- Giorni felici, regia di Gianni Franciolini (1943) operatore
- La valle del diavolo, regia di Mario Mattoli (1943)
- Senza una donna, regia di Alfredo Guarini (1943)
- In cerca di felicità, regia di Giacomo Gentilomo (1943)
- Vietato ai minorenni, regia di Mario Massa (1943)
- Sperduti nel buio, regia di Camillo Mastrocinque (1947)
- L'apocalisse, regia di Giuseppe Maria Scotese (1947) riprese ambiente moderno
- Dove sta Zazà?, regia di Giorgio Simonelli (1947)
- La grande aurora, regia di Giuseppe Maria Scotese (1947) operatore
- Il barone Carlo Mazza, regia di Guido Brignone (1948)
- L'eroe della strada, regia di Carlo Borghesio (1948)
- Monaca santa, regia di Guido Brignone (1948)
- L'amorosa menzogna, regia di Michelangelo Antonioni (1949) cortometraggio
- Marechiaro, regia di Giorgio Ferroni (1949)
- Vento d'Africa, regia di Anton Giulio Majano (1949)
- I peggiori anni della nostra vita, regia di Mario Amendola (1949)
- Domani è troppo tardi, regia di Léonide Moguy (1950) operatore
- Lorenzaccio, regia di Raffaello Pacini (1951)
- Il bivio, regia di Fernando Cerchio (1951)
- Amore di Norma, regia di Giuseppe Di Martino (1951)
- Amo un assassino, regia di Baccio Bandini (1951)
- Napoleone, regia di Carlo Borghesio (1951)
- È arrivato l'accordatore, regia di Duilio Coletti (1952)
- Serenata amara, regia di Pino Mercanti (1952)
- Primo premio: Mariarosa, regia di Sergio Grieco (1952)
- I morti non pagano tasse, regia di Sergio Grieco (1952)
- Il tallone d'Achille, regia di Mario Amendola e Ruggero Maccari (1952)
- Carmen proibita, regia di Giuseppe Maria Scotese (1953)
- Il tesoro del Bengala, regia di Gianni Vernuccio (1953)
- Accadde al commissariato, regia di Giorgio Simonelli (1954)
- Terroristi a Madrid, regia di Margarita Alexandre e Rafael Maria Torrecilla (1955)
- La sultana Safiye, regia di Giuseppe Di Martino e Fikri Rutkay (1955)
- Il tesoro di Rommel, regia di Romolo Marcellini (1955)
- Il prezzo della gloria, regia di Antonio Musu (1955)
- Orlando e i paladini di Francia, regia di Pietro Francisci (1956)
- Totò e Marcellino, regia di Antonio Musu (1958)
- Teseo contro il minotauro, regia di Silvio Amadio (1960) seconda unità
- Lycanthropus, regia di Paolo Heusch (1961) con lo pseudonimo George Patrick
- I mongoli, regia di André De Toth, Leopoldo Savona e Riccardo Freda (1961) seconda unità
- Arrivano i titani, regia di Duccio Tessari (1962) seconda unità
- Il mondo sulle spiagge, regia di Renzo Rossellini (1962) documentario
- Settimo parallelo, regia di Elia Marcelli (1962)